# Cixius umbrosa
Cixius umbrosa är en insektsart som beskrevs av Walley 1932. Cixius umbrosa ingår i släktet Cixius och familjen kilstritar. Inga underarter finns listade i Catalogue of Life.